# 多田山古墳群
多田山古墳群（ただやまこふんぐん）は、群馬県前橋市にかつてあった古墳群である。伊勢崎市と前橋市の県境に広がる多田山丘陵上に分布していた。平成9年から13年にかけて住宅団地造成に伴い調査が行われ、21基の古墳が調査された。そのなかで最も有名なのが後述の多田山12号墳である。

## 調査古墳一覧
各調査古墳の規模などは次の通りである。
| 調査番号                | 規模      | 形状         | 埋葬施設         |
| ----------------------- | --------- | ------------ | ---------------- |
| 多田山1号墳             | 直径7.5m  | 円墳         | 竪穴系           |
| 多田山2号墳             | 直径15.5m | 円墳         | 竪穴系           |
| 多田山3号墳             | 25m       | 帆立貝形古墳 | 竪穴系 、埴輪棺  |
| 多田山4号墳             | 直径15.5m | 円墳         | 竪穴系(木棺)     |
| 多田山5号墳             | 直径9.8m  | 円墳         | 竪穴系(木棺)     |
| 多田山6号墳             | 直径16m   | 円墳         | 竪穴系           |
| 多田山7号墳             | 直径14m   | 円墳         | 竪穴系           |
| 多田山8号墳             | 直径8m    | 円墳         | 竪穴系           |
| 多田山9号墳             | 直径11.8m | 円墳         | 竪穴系           |
| 多田山10号墳            | 直径26m   | 円墳         | 両袖型横穴式石室 |
| 多田山11号墳            | ー        | 不明         | 両袖型横穴式石室 |
| 多田山12号墳            | 次項参照  |              |                  |
| 多田山13号墳            | 直径21m   | 円墳         | 両袖型横穴式石室 |
| 多田山14号墳            | ー        | ー           | ー               |
| 多田山15号墳            | 直径38.5m | 円墳         | 両袖型横穴式石室 |
| 多田山16号墳            | 直径11m   | 円墳         | 両袖型横穴式石室 |
| 多田山17号墳            | 直径14m   | 円墳         | 両袖型横穴式石室 |
| 多田山18号墳            | 直径11m   | 円墳         | 両袖型横穴式石室 |
| 多田山19号墳            | 直径21.5m | 円墳         | 両袖型横穴式石室 |
| 多田山20号墳            | 直径20m   | 円墳         | 未調査           |
| 多田山古墳群見切塚1号墳 | 直径12m   | 円墳         | 袖無型横穴式石室 |
| 多田山古墳群中里塚古墳  | 直径25m   | 円墳         | 両袖型横穴式石室 |
| 多田山古墳              | ー        | 円墳         | 袖無型横穴式石室 |
| 多田山1号埴輪棺         | 無墳丘    | 埴輪棺       |                  |
| 多田山2号埴輪棺         | 無墳丘    | 埴輪棺       |                  |
| 多田山3号埴輪棺         | 無墳丘    | 埴輪棺       |                  |

## 多田山12号墳
7世紀末に作られた円墳で、この古墳の前庭部分から、追善供養のために儀式の中で意図的に割って埋納されたと思われる唐三彩の陶枕が出土した。この唐三彩は、遣唐使によって中国から運ばれたものである。古墳から出土した唐三彩は奈良、京都、北九州での出土例がほとんどで、東日本では数例のみである。